# Gottlob! nun geht das Jahr zu Ende, BWV 28

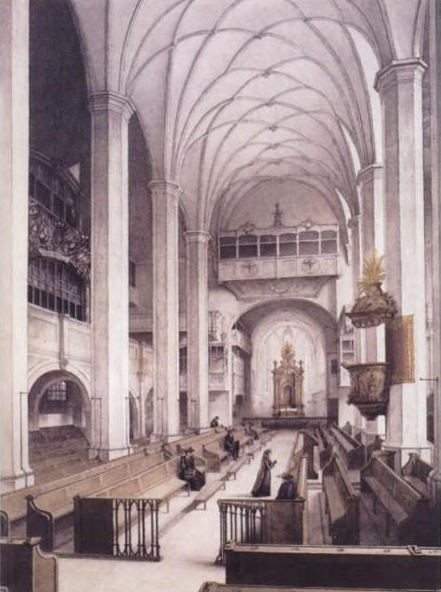
Grabado que muestra el interior de la iglesia de Santo Tomás (Thomaskirche) de Leipzig, donde fue estrenada la cantata de J.S. Bach en 1725. La acuarela refleja la iglesia antes de ser restaurada en 1885. Se puede ver el órgano a la izquierda de la imagen. Grabado de O. Kutschera sobre la acuarela original de Hubert Kratz.

Gottlob! nun geht das Jahr zu Ende, BWV 28 (Alabado sea Dios, el año termina) es una cantata de iglesia escrita por Johann Sebastian Bach en Leipzig para el domingo después de Navidad y fue estrenada el 30 de diciembre de 1725.

## Historia
Bach compuso esta obra durante su tercer año como Thomaskantor en Leipzig para el domingo después de Navidad. La cantata fue interpretada por primera vez el 30 de diciembre de 1725.

## Análisis

### Texto
Las lecturas establecidas para ese día eran de la epístola a los gálatas, por medio de Cristo somos libres de la ley (Gálatas 4:1-7), y del evangelio según San Lucas, Simeón y Ana hablan con María (Lucas 2:33-40).
El texto de la cantata es de Erdmann Neumeister: incluyó en el movimiento 2 la primera estrofa del himno "Nun lob, mein Seel, den Herren" escrito por Johann Gramann en 1530, en el movimiento 3 una cita bíblica (Jeremías 32:41), y en el coral final una estrofa del himno de Paul Eber. El tema del coral Helft mir Gotts Güte preisen (Zahn 5267) es de autoría desconocida. El poeta no hizo referencia a las lecturas bíblicas de ese día pero representó el agradecimiento por el pasado año y oraciones para su preservación en el nuevo año.

### Instrumentación
La obra está escrita para cuatro solistas vocales (soprano, alto, tenor y bajo) y un coro a cuatro voces; cornetto, tres trombones, dos oboes, taille, dos violines, viola y bajo continuo.

### Estructura
Consta de seis movimientos.
1. Aria (soprano): Gottlob! nun geht das Jahr zu Ende
2. Coral: Nun lob, mein Seel, den Herren
3. recitativo y arioso (bajo): So spricht der Herr
4. Recitativo (tenor): Gott ist ein Quell
5. Aria dueto (alto, tenor): Gott hat uns im heurigen Jahre gesegnet
6. Coral: All solch dein Güt wir preisen

La cantata comienza con un trío de oboes tocando un ritornello italianizante de cuatro frases, acompañado por la cuerda; los roles de los dos coros son intercambiados más adelante. La soprano canta un aria virtuosística y melismática exhortando al oyente a alabar a Dios.
El coral siguiente amplía el mandato del individuo a la colectividad, adoptando la forma de un "arcaico" motete. Es una reminiscencia de los movimientos que abrían la mayoría de las cantatas corales de Bach, compuestas formando un ciclo el año anterior. El cantus firmus es cantado en largas notas por la soprano mientras que las voces graves añaden "hábil textura imitativa, en parte de nuevos temas y en parte de ideas derivadas de la línea del coral en cuestión", como señala Klaus Hofmann. Los instrumentos tocan colla parte en el estilo del motete con las voces, dobladas por un cuarteto formado por el cornetto y los trombones. La música en stile antico era interpretada al final del festival Bach Cantata Pilgrimage en 2000 de John Eliot Gardiner, el cual describió su "sobriedad y complejidad, sus tesoros enterrados y sutilezas, especialmente aquellas que se producen en sus últimos cincuenta compases, en los que se siente una inmensa lucha cósmica que está ocurriendo".
El tercer movimiento, un arioso para bajo, repite el motivo de escala ascendente del coro. El recitativo para tenor va acompañado por acordes sostenidos en la cuerda y concluye en una armonía mayor. El continuo abre el aria dueto con un ritornello a dos voces – danzantes corcheas seguidas de rápidas figuras arpegiadas – que se repite tres veces más durante el movimiento. Las líneas vocales cantan tres bloques de entradas motívicas imitativas. En el estilo de los duetos de cámara, las voces en primer lugar interpretan  un pensamiento en imitación "reunirse cada vez para una cadencia conclusiva".
La cantata termina con un coral a cuatro voces en la menor. Gardiner, que dirigió diversas versiones durante el Pilgrimage, resalta la fuerza motriz de esta armonización de la "oración por protección y sustento en el año venidero".

## Discografía selecta
De esta pieza se han realizado una serie de grabaciones entre las que destacan las siguientes.
- 1965 – Les Grandes Cantates de J.S. Bach Vol. 21. Fritz Werner, Heinrich-Schütz-Chor Heilbronn, Pforzheim Chamber Orchestra (Erato)
- 1972 – Bach Cantatas Vol. 1. Karl Richter, Münchener Bach-Chor, Münchener Bach-Orchester (Archiv Produktion)
- 1974 – J.S. Bach: Das Kantatenwerk Vol. 2. Nikolaus Harnoncourt, Wiener Sängerknaben, Chorus Viennensis, Concentus Musicus Wien (Teldec)
- 1982 – Die Bach Kantate Vol. 65. Helmuth Rilling, Gächinger Kantorei, Bach-Collegium Stuttgart (Hänssler)
- 2000 – Bach Edition Vol. 19: Cantatas Vol. 10. Pieter Jan Leusink, Holland Boys Choir, Netherlands Bach Collegium (Brilliant Classics)
- 2000 – Bach Cantatas Vol. 16. John Eliot Gardiner, Monteverdi Choir, English Baroque Soloists (Soli Deo Gloria)
- 2001 – J.S. Bach: Complete Cantatas Vol. 14. Ton Koopman, Amsterdam Baroque Orchestra & Choir (Antoine Marchand)
- 2007 – J.S. Bach: Cantatas Vol. 15. Masaaki Suzuki, Bach Collegium Japan (BIS)